# Bitwa pod Uzbin
Bitwa pod Uzbin – starcie wojskowe międzynarodowych sił ISAF i bojówki talibańskiej w dolinie Uzbin, leżący w dystrykcie Surobi, 18 sierpnia 2008.

## Sytuacja w regionie przed potyczką
W dystrykcie Surobi do początku sierpnia 2008 stacjonowali Włosi w ramach sił ISAF, jednak w sierpniu kontyngent przejęli Francuzi z inicjatywy Nicolasa Sarkozy’ego zwiększając zaangażowanie w wojnę z talibami. W dystrykcie Surobi od 18 sierpnia trwała akcja wyszukiwania talibów.

## Potyczka

Schemat potyczki pod Uzbin

Rano 18 sierpnia kontyngent francuski liczący 100 żołnierzy wraz z elementami afgańskiej armii narodowej i amerykańskich sił specjalnych, wraz ze wsparciem lotniczym i pojazdami pancernymi VAB, zostały zaatakowane przez grupę rebeliantów talibskich na wysokości 2000 m n.p.m. W pierwszych chwilach ataku armia ISAF zachowywała się bardzo chaotycznie. Zaatakowani w dolinie Uzbin zgodnie z zaleceniami NATO natychmiast wezwali pomoc. Zanim jednak amerykańskie samoloty i ciężarówki z afgańskimi żołnierzami dotarły do Surobi, upłynęły prawie cztery godziny. W międzyczasie Talibowie zaatakowali następnie główne kolumny armii, uderzając na pojazdy VAB. Przybyłe z odsieczą samoloty szturmowe A-10 i śmigłowce zrzuciły bomby na talibów, ale i pomyłkowo na Francuzów. Ci ostatni zostali też ostrzelani przez przysłanych na pomoc afgańskich żołnierzy. Dopiero przybycie posiłków interwencyjnych z Kabulu pozwoliło na stopniowe wyparcie przeciwnika w rejonu doliny, a walki zakończyły się ostatecznie po południu.
Ogólnie w zasadzce zginęło 10 żołnierzy, a ponad 20 odniosło rany. Następnie amerykańscy piloci w nocy 19 sierpnia zbombardowali wioski w podkabulskiej prowincji Laghman. Twierdzą, że zabili ponad 30 talibów. Ale według lekarzy z Mehtarlamu, stolicy prowincji Laghman, do ich szpitala przywieziono zwyczajnych wieśniaków poranionych w nocnych nalotach. Chirurg Asadullah Rauf twierdzi, że operował przynajmniej 20 pacjentów, w tym osiem kobiet i czworo dzieci. Jedno z rannych dzieci zmarło po drodze do szpitala. Celem Amerykanów był ponad 100-osobowy oddział talibów, który w 18 sierpnia urządził zasadzkę na francuski patrol w pobliżu miasteczka Sarobi, zaledwie 60 km na południowy wschód od Kabulu.

## Skutki
Po otrzymaniu wiadomości o ataku, Nicolas Sarkozy udał się do Kabulu. 22 sierpnia odbył się podobny nalot amerykańskich sił powietrznych, w wyniku którego zginęło 90 cywilów i 30 talibów.
Był to najkrwawszy incydent militarny dla francuskiego wojska od czasu zamachu w Bejrucie z 1983 roku do którego doszło podczas wojny domowej w Libanie, kiedy to zginęło 58 francuskich żołnierzy.